# سامانه پردازش تراکنش

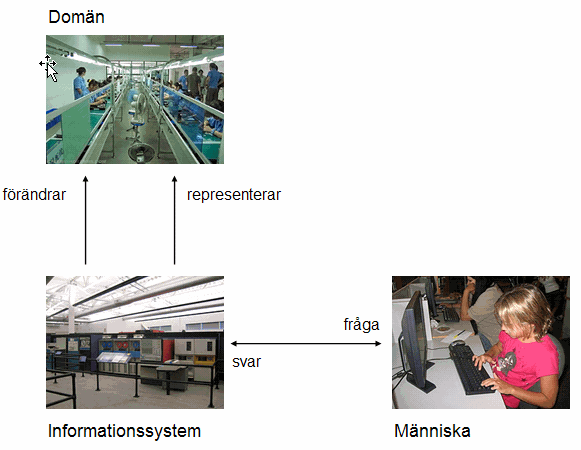
چارت سامانه پردازش تراکنش

سامانه پردازش تراکنش، (به انگلیسی: transaction processing system) سامانه‌ای رایانه‌ای است، که عملیات مهم روزانه یک سازمان را اجرا و ثبت می‌کند. این سامانه‌های پایه‌ای، سطح عملیاتی سازمان‌ها را پشتیبانی می‌کنند.
در دانش رایانه پردازش تراکنش نوعی از پردازش اطلاعات است، که سامانه‌های زیرساختی آنها، یکی از مهمترین ملزومات برنامه‌های کاربردی تجاری در حوزه‌های ارائه خدمات مالی، بانکداری و تجارت الکترونیک به‌شمار می‌آیند.
عملیاتی که پیش‌تر به صورت دستی انجام می‌شد به منظور افزایش کارایی، کاهش زمان، کاهش خطای انجام عملیات، کاهش هزینه‌های عملیاتی و... مکانیزه می‌شوند، که به آن‌ها سامانه پردازش تراکنش (مخفف انگلیسی: TPS) می‌گویند.